# Internationale Financieringsmaatschappij
International Finance Corporation (IFC) is een internationale financiële instelling die investerings-, advies- en vermogensbeheerdiensten aanbiedt om de ontwikkeling van de particuliere sector in ontwikkelingslanden te bevorderen. De IFC is lid van de Wereldbankgroep en is gevestigd in Washington D.C. in de Verenigde Staten.
De IFC werd in 1956 opgericht als de particuliere tak van de Wereldbankgroep, om de economische ontwikkeling te bevorderen door onder meer te investeren in commerciële projecten voor armoedebestrijding. IFC helpt bedrijven met financiële advies, maar ook met geld door aandelen te kopen en het verstrekken van leningen voor investeringen en transacties. IFC is wereldwijd actief.
De organisatie wordt jaarlijks beoordeeld door een onafhankelijke beoordelaar. Volgens ngo's in de jaren 2010 zou ze te weinig zicht hebben op uitstaande gelden omdat ze werkt met veel tussenpersonen.
Algemene Vergadering · Veiligheidsraad · Economische en Sociale Raad · Secretariaat van de Verenigde Naties · Internationaal Gerechtshof · Trustschapsraad